# Big Sean
Sean Michael Leonard Anderson, mer känd under sitt artistnamn Big Sean, född 25 mars 1988 i Santa Monica, Kalifornien, är en amerikansk rappare, sångare och låtskrivare från Detroit, Michigan. Han har samarbetat med Chris Brown, Coldplay och Drake.

## Biografi
Sean Michael Leonard Anderson föddes den 25 mars 1988 i Santa Monica, Kalifornien. När han var 3 år gammal flyttade han till Detroit.

## Diskografi
- Finally Famous (2011)
- Hall of Fame (2013)
- Dark Sky Paradise (2015)
- I Decided (2017)
- Double or Nothing (med Metro Boomin) (2017)
- Detroit 2 (2020)